# Enprofylline
Enprofylline (3-propylxanthine) là một dẫn xuất xanthine được sử dụng trong điều trị hen suyễn, hoạt động như một thuốc giãn phế quản. Nó hoạt động chủ yếu như một chất ức chế phosphodiesterase không cạnh tranh với hoạt tính tương đối ít như một chất đối kháng thụ thể adenosine không chọn lọc.